# The Asteroids Galaxy Tour
The Asteroids Galaxy Tour é uma banda de pop psicodélico formada em Copenhagem, Dinamarca em 2008. A banda é composta pela vocalista Mette Lindberg e pelo produtor Lars Iversen. Ao vivo, a banda se amplia para 6 integrantes com naipe de metais, contando com Miloud Carl Sabri (trompete), Sven Meinild (saxofone), Mads Brinch Nielsen (guitarra), and Rasmus Valldorf (bateria).
A banda ganhou destaque ao participar do comercial "The Entrance", produzido pela Heineken em 2011, com a canção The Golden Age como trilha sonora.
Em 01 de novembro de 2020, a vocalista Mette Lindberg informou em seu Instagram que está se dedicando a novos projetos, assim como o produtor Lars Iversen e que, portanto, o The Asteroids Galaxy Tour entrou em hiato. 

## Discografia

### Álbuns
- 2009: Fruit
- 2012: Out of Frequency
- 2014: Bring Us Together

### EPs
- The Sun Ain't Shining No More EP
- The Sun Ain't Shining No More (remixes) EP
- Around the Bend EP
- Live Session EP (exclusivo do iTunes)
- The Golden Age EP

### Singles
- 2008: "The Sun Ain't Shining No More"
- 2008: "Around the Bend"
- 2009: "The Golden Age"
- 2011: "Major"
- 2011: "Heart Attack"
- 2014: "My Club"
- 2018: Surrender
- 2018: Apollo
- 2019: Boy
- 2019: Dyanmite